# Pindamonhangaba
Pindamonhangaba is een gemeente in de Braziliaanse deelstaat São Paulo. De gemeente telt 144.613 inwoners (schatting 2009).

## Aangrenzende gemeenten
De gemeente grenst aan Campos do Jordão, Guaratinguetá, Potim, Roseira, Taubaté, Tremembé en Santo Antônio do Pinhal.

## Geboren
- Geraldo Alckmin (1952), gouverneur van São Paulo
- Luiz Gustavo Dias (1987), voetballer